# Іскеєво-Яндуші
Іске́єво-Яндуші́ (рос. Искеево-Яндуши, чув. Янтуш) — присілок у складі Цівільського району Чувашії, Росія. Входить до складу Опитного сільського поселення.
Населення — 343 особи (2010; 322 у 2002).
Національний склад:
- чуваші — 97 %